# José Antonio Gómez Urrutia
José Antonio Gómez Urrutia (Santiago, 18 de diciembre de 1953) es un abogado y político chileno, miembro del Partido Radical (PR), del cual se desempeñó como presidente durante tres periodos consecutivos, entre 2005 y 2014. Ejerció como ministro de Defensa Nacional de su país desde el 11 de mayo de 2015 hasta el 11 de marzo de 2018, durante el segundo gobierno de la presidenta Michelle Bachelet.
Fue también concejal por la comuna santiaguina de Las Condes, entre 1992 y 1994, ministro de Justicia en dos periodos no consecutivos: 1999-2003 y 2014-2015, bajo las administraciones de Eduardo Frei Ruiz-Tagle, Ricardo Lagos y Michelle Bachelet (segundo gobierno); y, senador de la República por la 2.ª Circunscripción (Región de Antofagasta) desde 2006 hasta 2014, ejerciendo la vicepresidencia del organismo entre 2010-2011 y 2013-2014.

## Biografía

### Primeros años y familia
Nació el 18 de diciembre de 1953, en Santiago. Fue el hijo menor del segundo matrimonio del periodista cercano a la Unidad Popular (UP) José Gómez López (hermano del también hombre de medios Mario Gómez López) con la escritora Cecilia Urrutia Concha, ambos ya fallecidos. Está casado desde 1979 con Ximena Patricia Passi Rodríguez, con es padre de cuatro hijos; Sebastián (administrador público), Francisca Javiera (empresaria), Matías José (músico) y Joaquín Tomás.

### Estudios y vida laboral
Estudió en el Instituto Nacional, en Santiago. Ingresó a la Facultad de Derecho de la Universidad de Chile. En 1983, se licenció en ciencias jurídicas y sociales, con la tesis: La libertad personal y las igualdades en las Constituciones Chilena y Mexicana. Se tituló de abogado. el 23 de enero de 1984. Realizó estudios de especialización en control de gestión, diseño de políticas públicas y mejoramiento de recursos humanos.

### Otras actividades
A contar del 16 de julio de 2003 y por el plazo de dos años, integró el Consejo de la Editorial Jurídica de Chile o Editorial Andrés Bello, como representante del Gobierno. Fue de la misma manera, representante del presidente de la República ante el Consejo Superior de la Universidad Tecnológica Metropolitana.
En mayo de 2009, creó del «Fondo de Desarrollo para el Norte», organismo orientado a promover la creación de una ley que aporte un fondo especial para la Región de Antofagasta, con base en un porcentaje de los tributos de la gran minería. Así mismo, fue integrante del Consejo Nacional para el Control de Estupefacientes (Conace).

## Carrera política

### Inicios
Inició su trayectoria política durante el gobierno de la UP, militando en las Juventudes Comunistas (JJCC). Tras el golpe de Estado del 11 de septiembre de 1973 estuvo detenido en la Academia de Guerra de la Fuerza Aérea, la Escuela Militar, el Estadio Nacional y la Penitenciaría de Santiago. A los diecisiete años, organizó una huelga en el Diario Puro Chile, del que era director su padre.

### Concejal, subsecretario y ministro de Frei y Lagos
Se integró al Partido Radical (PR) en la década de los ochenta y partir de 1988, se integró a su Comité Ejecutivo Nacional (CEN). En las primeras elecciones de alcaldes y concejales, tras el retorno a la democracia del 28 de junio de 1992, se presentó como candidato a alcalde de Las Condes (para el periodo 1992-1996), logrando 4748 votos, equivalentes al 4,31% de los sufragios totales. Luego de esa elección ejerció como concejal desde el 26 de septiembre de 1992 hasta 1994.
En 1995, se desempeñó como asesor de la ministra de Justicia Soledad Alvear en materias penitenciarias y el 15 de abril de 1996 fue designado como subsecretario de Justicia por el presidente Eduardo Frei Ruiz-Tagle, que pronto le ascendió a ministro (el 15 de diciembre de 1999), siendo confirmado en el cargo por el siguiente mandatario, Ricardo Lagos, el 11 de marzo de 2000.
Su principal tarea como ministro fue iniciar la implementación de la Reforma Procesal Penal (RPP) a lo largo del país, que se inició el 16 de diciembre de 2000 en las regiones Coquimbo y La Araucanía.
 Durante su ministerio en la época de Lagos, también se dio marcha a la Ley de Cultos, que consagra la igualdad de las diferentes religiones, se derogó la pena de muerte y se dieron grandes pasos en el camino para la aprobación final de la nueva Ley de Matrimonio Civil, que incluyó el divorcio con disolución del vínculo matrimonial.
También representó al Gobierno chileno en la Conferencia Diplomática de las Naciones Unidas para el Establecimiento de un Tribunal Penal Internacional, en Roma (1998); y en la reunión de la Comisión de Prevención de Delito y Justicia Penal de las Naciones Unidas, en Austria, y en la Conferencia Interamericana sobre Terrorismo, en Argentina.
Dejó el cargo ministerial el 3 de marzo de 2003, dedicándose desde entonces fundamentalmente a fortalecer su colectividad, de la que sería elegido presidente en la elección interna de 2005. El 26 de septiembre de 2003 fue nombrado como miembro de la Comisión Nacional sobre Prisión Política y Tortura, conocida como «Comisión Valech», presidida por monseñor Sergio Valech, que tuvo como misión esclarecer casos de privación de libertad y tortura por razones políticas, entre el 11 de septiembre de 1973 y el 10 de marzo de 1990. Integró dicha Comisión hasta el 3 de marzo de 2010.

### Senador

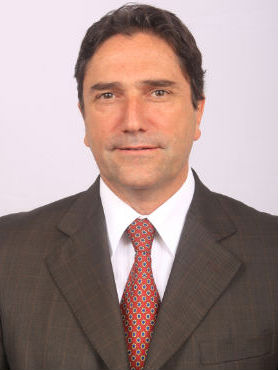
Fotografía oficial de Gómez como senador (2010).

Se presentó luego como candidato a senador por la 2.ª circunscripción de Antofagasta en las elecciones parlamentarias de 2005, obteniendo la más alta mayoría regional con el 40,15% de los votos, asumiendo su sillón parlamentario el 11 de marzo de 2006 (periodo 2006-2014). En el cargo legislativo integró la Comisión Permanente de Constitución, Legislación, Justicia y Reglamento, la que presidió; la de Minería y Energía; de Defensa Nacional; de Régimen Interior; y de Educación, Cultura, Ciencia y Tecnología.
Fue vicepresidente de su cámara, en dos periodos, ambos acompañando a Jorge Pizarro en la presidencia; el primero entre el 11 de marzo de 2010 y el 15 de marzo de 2011, y el segundo entre el 20 de marzo de 2013 y el 11 de marzo de 2014.
Para las elecciones parlamentarias de noviembre de 2013 decidió no presentarse a la reelección por un nuevo periodo.

### Precandidato presidencial

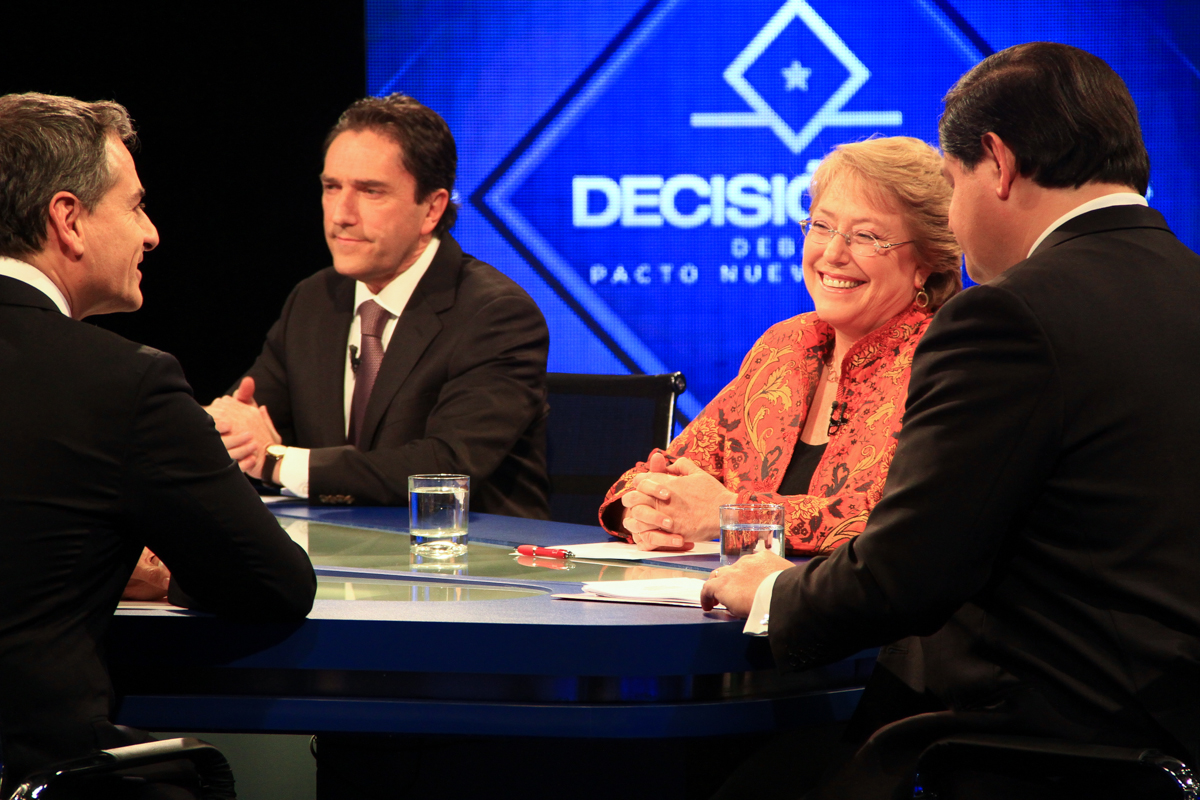
Gómez (segundo de izquierda a derecha) en un debate por las primarias de la Nueva Mayoría de 2013.

El PRSD, en el Consejo General del 9 y 10 de septiembre de 2008 realizado en Santiago, lo proclamó por unanimidad como precandidato presidencial, para competir en las elecciones primarias de la Concertación realizadas en las regiones de O'Higgins y el Maule, en las que perdió frente al precandidato de la DC-PPD-PS, Eduardo Frei Ruiz-Tagle.
Presentó su renuncia a la presidencia del PRSD en diciembre de 2009, tras el magro resultado obtenido por Frei en la justa electoral del 13 de diciembre. Reasumió 22 días después (el 21 de enero de 2010) luego de los cuestionamientos surgidos a su sucesor, Fernando Meza.
El 2 de marzo de 2013 el Consejo Nacional de su partido lo ungió una vez más como precandidato presidencial, de forma unánime. Con miras a las elecciones primarias de junio de 2013 en la Concertación, instaló como temas para un eventual Gobierno una nueva Constitución elaborada a partir de una Asamblea Constituyente, un fortalecimiento de la educación pública, la aplicación de una reforma tributaria y el establecimiento de una nueva matriz energética.
En dicha contienda resultó ser el candidato menos votado de los cuatro de la opción opositora Nueva Mayoría, con un 5,06 % (108 222 preferencias), siendo superado por la socialista Michelle Bachelet (73,05%), el independiente Andrés Velasco (13,00 %) y el democratacristiano Claudio Orrego (8,86 %).

### Ministro de Bachelet

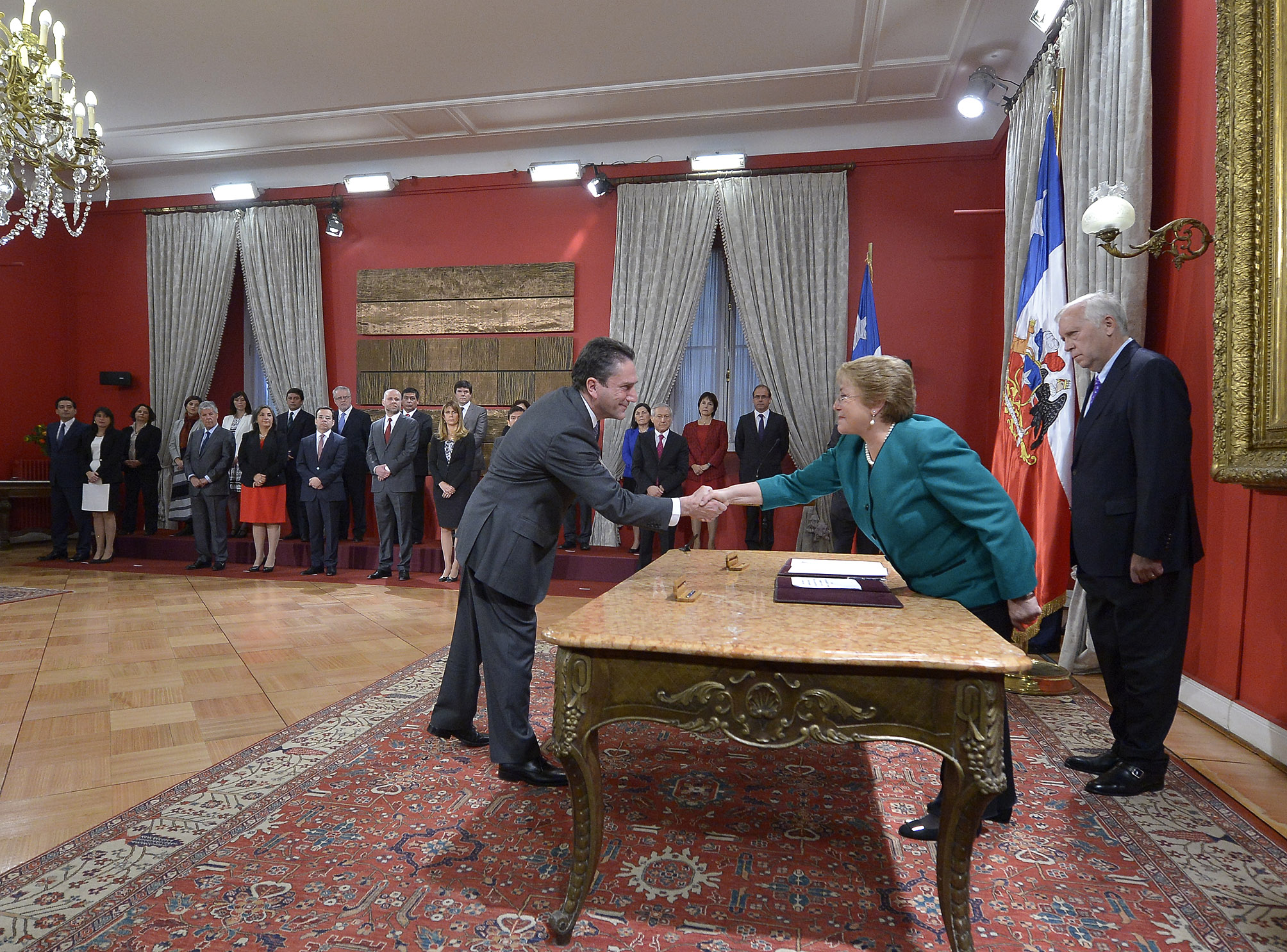
Gómez asumiendo como ministro de Defensa en 2015.

El 24 de enero de 2014 la presidenta electa Michelle Bachelet anunció que sería el ministro de Justicia de su segundo gobierno. Gómez asumió el cargo el 11 de marzo de 2014.
En el cambio de gabinete del 11 de mayo de 2015, Gómez dejó la cartera de Justicia y fue nombrado ministro de Defensa Nacional, reemplazando a Jorge Burgos, quien ese mismo día asumía como ministro del Interior.
Posteriormente tras dejar el cargo de ministro de Estado, el 25 de noviembre de 2020 asumió como miembro del Consejo de Asignaciones Parlamentarias, por el periodo 2018-2022.

## Historial electoral

### Elecciones municipales de 1992
- Elecciones municipales de 1992, para la alcaldía de Las Condes[33]

(Se consideran sólo los candidatos que resultaron elegidos para el Concejo Municipal)
| Candidato                     | Pacto                          | Partido | Votos  | %     | Resultado |
| ----------------------------- | ------------------------------ | ------- | ------ | ----- | --------- |
| Joaquín Lavín Infante         | Participación y Progreso       | UDI     | 34 234 | 31,06 | Alcalde   |
| Raúl Torrealba del Pedregal   | Participación y Progreso       | RN      | 14 715 | 13,35 | Concejal  |
| Esteban Tomic Errázuriz       | Concertación por la Democracia | PDC     | 14 554 | 13,21 | Concejal  |
| Ana María Illanes Oliva       | Participación y Progreso       | RN      | 10 000 | 9,07  | Concejala |
| Florencio Ceballos Bustos     | Concertación por la Democracia | PDC     | 5423   | 4,92  | Concejal  |
| José Antonio Gómez Urrutia    | Concertación por la Democracia | PR      | 4748   | 4,31  | Concejal  |
| María de la Luz Herrera Cruz  | Participación y Progreso       | UDI     | 1829   | 1,66  | Concejala |
| Francisco de la Maza Chadwick | Participación y Progreso       | Indep.  | 616    | 0,56  | Concejal  |

### Elecciones parlamentarias de 2005
- Elecciones parlamentarias de 2005, candidato a senador por la Circunscripción 2, Antofagasta[34]

| Candidato                  | Pacto                         | Partido | Votos  | %     | Resultado |
| -------------------------- | ----------------------------- | ------- | ------ | ----- | --------- |
| José Antonio Gómez Urrutia | Concertación Democrática      | PRSD    | 74 572 | 40,15 | Senador   |
| Carlos Cantero Ojeda       | Alianza                       | RN      | 36 045 | 19,41 | Senador   |
| Cristian Leay Morán        | Alianza                       | UDI     | 34 183 | 18,40 |           |
| Carmen Frei Ruiz-Tagle     | Concertación Democrática      | PDC     | 26 287 | 14,15 |           |
| Salvador Barrientos Muñoz  | Juntos Podemos Más            | PC      | 5220   | 2,81  |           |
| Luis Ernesto Thompson      | Fuerza Regional Independiente | ILA     | 4836   | 2,60  |           |
| Humberto Zuleta Alvarado   | Fuerza Regional Independiente | ILA     | 2612   | 1,41  |           |
| José Gabriel Feres         | Juntos Podemos Más            | PH      | 1973   | 1,06  |           |

### Primarias presidenciales de la Nueva Mayoría de 2013
- Elecciones primarias presidenciales de 2013

|  | 73,06 % |

|  | 5,06 % |

|  | 8,85 % |

|  | 13,01 % |

Considera 13 536 mesas escrutadas de un total nacional de 13 541 (SERVEL).

### Elecciones parlamentarias de 2021
- Elecciones parlamentarias de 2021, candidato a senador por la Circunscripción 8, Región de O'Higgins[35]

| Candidato                   | Pacto               | Partido | Votos   | %     | Resultado |
| --------------------------- | ------------------- | ------- | ------- | ----- | --------- |
| Alejandra Sepúlveda Orbenes | Apruebo Dignidad    | FRVS    | 120 229 | 35.56 | Senadora  |
| Juan Luis Castro González   | Nuevo Pacto Social  | PS      | 51 206  | 15.15 | Senador   |
| Javier Macaya Danús         | Chile Podemos Más   | UDI     | 51 019  | 15.09 | Senador   |
| Ramón Barros Montero        | Chile Podemos Más   | UDI     | 19 739  | 5.84  |           |
| José Antonio Gómez Urrutia  | Nuevo Pacto Social  | PR      | 13 714  | 4.06  |           |
| Claudio Mella Zamorano      | Partido de la Gente | PDG     | 12 836  | 3.80  |           |
| Virginia Troncoso Hellman   | Chile Podemos Más   | RN      | 12 357  | 3.66  |           |